# Dystasia niasensis
Dystasia niasensis es una especie de escarabajo longicornio del género Dystasia, familia Cerambycidae. Fue descrita científicamente por Breuning en 1943.
Habita en Indonesia (islas de la Sonda). Los machos y las hembras miden aproximadamente 14 mm.